# Marcela Walerstein
Marcela Walerstein est une actrice vénézuélienne, née en 1971 au Venezuela dans l'État d'Apure.

## Biographie
Marcela Walerstein Martín, de son nom complet, est d'origine mexicaine et ashkénaze par son père, cubaine et yougoslave par sa mère.
Issue d'une famille de cinéphiles, elle est la petite-fille de Gregorio Walerstein et la fille de Mauricio Walerstein. En 1989, elle est élue Miss Apure, ce qui lui permet de participer au prestigieux concours de Miss Venezuela, où elle est éliminée dès le premier tour. Elle suit ensuite une carrière d'actrice et de mannequin.
Elle accède à la célébrité internationale en étant choisie pour le rôle d'Emmanuelle, personnage créé par la romancière Emmanuelle Arsan, dans une série de téléfilms érotiques dérivés du film Emmanuelle.

## Filmographie

### Cinéma
- 1991 : Jet Marbella Set
- 1991 : Solo o en compafila de otros : Gabriela
- 1991 : El amor si tiene cura
- 1991 : Los platos del diablo  : Lisbeth Dorante
- 1993 : El laberinto griego : Tamara
- 1994 : La leyenda de la doncella : Rosalia
- 1994 : Una chica entre un millón : Carla
- 1996 : The Disappearance of Garcia Lorca de Marcos Zurinaga (en)
- 2001 : El cielo abierto (Une Chance pour Miguel) : Sara
- 2001 : Manolito Gafotas en Mola ser jefe : Trudi
- 2005 : Las llaves de la independencia : Maria

### Télévision
- 1993 : Éternelle Emmanuelle (Emmanuelle Forever) (Téléfilm) : Emmanuelle jeune
- 1993 : La Revanche d'Emmanuelle (Emmanuelle's Revenge) (Téléfilm) : Emmanuelle jeune
- 1993 : Emmanuelle à Venise (Emmanuelle in Venise) (Téléfilm) : Emmanuelle jeune
- 1993 : L'Amour d'Emmanuelle (Emmanuelle's Love) (Téléfilm) : Emmanuelle jeune
- 1993 : Magique Emmanuelle (Emmanuelle's Magic) (Téléfilm) : Emmanuelle jeune
- 1993 : Le parfum d'Emmanuelle (Emmanuelle's Perfume) (Téléfilm) : Emmanuelle jeune
- 1993 : Le secret d'Emmanuelle (Emmanuelle's Secret) (Téléfilm) : Emmanuelle jeune
- 1994 : Canguros (Série TV)
- 1999 : Ellas son así (Série TV) : Greta